# Dagsås sogn
Dagsås sogn i Halland var en del af Faurås herred. Dagsås distrikt dækker det samme område og er en del af Varbergs kommune. Sognets areal var 19,71 kvadratkilometer, heraf land 16,40. I 2020 havde distriktet 174 indbyggere. Landsbyen Dagsås ligger i sognet.
Navnet (1330-1334 Daxas) stammer måske fra mandsnavnet Dag eller fra Dag (i modsætning til nat) og ås. Der er et naturreservat i sognet: Stora Drængabjær.